# زلجکو میلینووی
زلجکو میلینووی (انگلیسی: Željko Milinovič؛ زادهٔ ۱۲ اکتبر ۱۹۶۹) یک بازیکن فوتبال اهل اسلوونی است.
وی همچنین در تیم ملی فوتبال اسلوونی بازی کرده‌است.